# Florian Gallenberger
Florian Gallenberger (nacido en 1972 en Múnich) es un cineasta alemán, ganador del Óscar al mejor corto de ficción en el año 2000 por Quiero ser.

## Biografía
Florian Gallenberger estudió  en la Escuela de Cine de Múnich.
Su trabajo final, un corto, coproducción mexicano-alemana, rodado en México y titulado Quiero ser consiguió el Óscar al mejor cortometraje.
En 2004 rodó Sombras del tiempo (Dirección y guion): En una fábrica de alfombras en la India anterior a la independencia, dos niños que pasan su infancia trabajando como obreros comienzan una historia de amor.
En 2009 estuvo nominado como Mejor Director en los Deutscher Filmpreis con John Rabe, película con la que trabajó durante casi cuatro años, rodando dos en China. 
Aunque no ganó, la cinta sí lo hizo como Mejor Película, Mejor Actor, Mejor Guion y Mejor Equipamiento.
Gallenberger es miembro de la asociación de superdotados Mensa.

## Filmografía (selección)
- 1990: Der Schlag ans Hoftor
- 1993: Mysterium einer Notdurftanstalt
- 1995: Die Gebrüder Skladanowksky
- 1997: Tango Berlin (En el concurso de la Bienal de Venecia)
- 1997: Hure (Puta)
- 1997: Buck
- 2000: Quiero ser (Óscar al mejor cortometraje en 2001)
- 2001: Honolulu
- 2004: Sombras del tiempo (Bayerischer Filmpreis 2005: Bester Erstlingsfilm, Beste Kamera)
- 2009: John Rabe (Deutscher Filmpreis: Mejor Película, Mejor Actor, Mejor Guion, Mejor Equipamiento)
- 2015: Colonia

## Premios y nominaciones
Premios Óscar
| Año  | Categoría          | Película   | Resultado |
| ---- | ------------------ | ---------- | --------- |
| 2001 | Mejor cortometraje | Quiero ser | Ganador   |